# Totul sau nimic
Totul sau nimic (în engleză Glengarry Glen Ross) este un film independent din 1992 adaptat de David Mamet după piesa cu același nume scrisă tot de el și premiată cu premiile Pulitzer și Tony în 1984. Filmul prezintă două zile din viața unor agenți comerciali și modul în care aceștia devin disperați când sunt anunțați de către un reprezentant trimis special pentru a-i "motiva", că într-o săptămână vor fi concediați dacă nu vor da rezultate.
Totul sau nimic a avut premiera la Festivalul de Film de la Veneția, unde Jack Lemmon a câștigat Cupa Volpi pentru Cel mai bun actor. Pelicula nu a fost un succes comercial, având încasări de doar $10,7 milioane în America de Nord, sub bugetul de $12,5 milioane. Însă a fost bine primit de către critici, iar Al Pacino a fost nominalizat la Premiul Oscar și Premiile Globul de Aur pentru Cel mai bun actor în rol secundar .
Acest film are drept subiect meseria de agent comercial, omul care vinde - cumpără - investește - păcălește, cu singurul scop de a fi mereu în câștig. Acțiunea nu focalizează pe un anumit personaj, ci pe un grup, un nucleu format din oameni care nu-și dau seama că sunt depășiți de realitate, că metodele profesionale s-au schimbat și doar retrăind gloria trecutului supraviețuiesc într-un prezent dur și nemilos. La firma Premiere Properties, veteranul Levine, supranumit cândva "The Machine", mâna dreaptă a șefului Ricky Roma, încearcă zadarnic să mențină afacerile pe picioare, situația fiind disperată și din cauza bolii fiicei sale, internată în spital. Un alt agent, Moss, atrage un coleg într-un complot, care urmărește jefuirea propriei firme și vinderea tuturor ponturilor unei agenții rivale. Backe e "lupul tânăr" al firmei și aplică o strategie brutală: ori vinzi, ori te-apuci de altceva. O mână de oameni disperați, cenușii, care refuză să privească realitatea în față.
Aceasta este ecranizarea piesei omonime de David Mamet, premiată cu prestigiosul Pulitzer. Surprinzător a fost faptul că Jack Lemmon nu a fost nominalizat la Oscar pentru extraordinara interpretare a rolului lui Shelly Levine, actorul trebuind să se consoleze cu premiul acordat la Festivalul de la Veneția. În schimb Al Pacino a fost nominalizat la Oscar atât pentru cel mai bun actor intr-un rol secundar - Ricky Roma din "Totul sau nimic", cât și pentru rolul principal din "Parfum de femeie" - fiind pentru prima oară când un actor intra în cursa pentru trofeu la ambele categorii în același an. Pacino a primit mult râvnita statuetă aurită pentru interpretarea colonelului orb din "Parfum de femeie".

## Distribuție
- Jack Lemmon . . . . . Shelley "The Machine" Levene
- Al Pacino . . . . . Ricky Roma
- Ed Harris . . . . . Dave Moss
- Alan Arkin . . . . . George Aaronow
- Kevin Spacey . . . . . John Williamson
- Alec Baldwin . . . . . Blake
- Jonathan Pryce . . . . . James Lingk
- Jude Ciccolella . . . . . detectivul
- Bruce Altman

## Nominalizări

### Premiul Oscar
- Premiul Oscar pentru cel mai bun actor în rol secundar - Al Pacino

### Premiul Globul de Aur
- Premiul Globul de Aur pentru cel mai bun actor în rol secundar - Al Pacino

1. 1 2 3   http://www.imdb.com/title/tt0104348/, accesat în 7 iulie 2016 Lipsește sau este vid: |title= (ajutor)
2. 1 2 3   http://www.metacritic.com/movie/glengarry-glen-ross, accesat în 7 iulie 2016 Lipsește sau este vid: |title= (ajutor)
3. 1 2 3 4 5 6 7 8 9 10 11   http://www.filmaffinity.com/en/film499005.html, accesat în 7 iulie 2016 Lipsește sau este vid: |title= (ajutor)
4. ↑   http://www.ew.com/article/1992/10/09/glengarry-glen-ross, accesat în 7 iulie 2016 Lipsește sau este vid: |title= (ajutor)
5. 1 2 3 4 5   http://www.allocine.fr/film/fichefilm_gen_cfilm=5438.html, accesat în 7 iulie 2016 Lipsește sau este vid: |title= (ajutor)
6. 1 2 3 4   http://stopklatka.pl/film/glengarry-glen-ross, accesat în 7 iulie 2016 Lipsește sau este vid: |title= (ajutor)
7. 1 2 3 4 5 6 7 8 9   http://www.imdb.com/title/tt0104348/fullcredits, accesat în 7 iulie 2016 Lipsește sau este vid: |title= (ajutor)
8. 1 2  Česko-Slovenská filmová databáze
9. ↑  Lexiconul german al filmelor internaționale